# ورم مورتون
التهاب أعصاب مورتون (بالإنجليزية : morton's neuroma)، هو التهاب وانتفاخ عصب بين عظام تكور القدم (أسفل ما بين وسط ومقدمة القدم) وهي عادة في الفراغ الثاني أو الثالث ابتداءً من قاعدة إصبع القدم الكبير (وتعرف أيضاً بالحيز ما بين عظام المشط الثالث).
ورم مورتون العصبي يتضمن وجود سُمك بالأنسجة حول أحد الأعصاب الممتدة إلى أصابع قدميك. ويمكن أن يؤدي ذلك إلى الشعور بألم حاد وحارق في إلية القدم. ربما أيضًا تشعر بلسعة في أصابع قدميك، أو حرق أو خدر.
لقد ارتبطت الأحذية عالية الكعب بالإصابة بورم مورتون العصبي. يشعر العديد من الأشخاص بالارتياح بالانتقال إلى ارتداء الأحذية منخفضة الكعب التي بها حيّز واسع لأصابع القدم. أحيانًا ما يلزم حقن الكورتيكوستيرويدات أو إجراء الجراحة.

## الأعراض
في الغالب لا توجد علامة خارجية على هذه الحالة، مثل وجود كتلة.  ولكن، قد تعاني الأعراض التالية:
- الإحساس كما لو أنك تقف على حصاة داخل حذائك.
- ألم حارق في إلية قدمك قد يمتد إلى أصابع القدم.
- ضعف أو خدر في أصابع قدمك.[8]

### متى تزور الطبيب
من الأفضل ألا يتم تجاهل أي ألم بالقدمين يستمر لمدة أكثر من بضعة أيام. قم بزيارة طبيبك إذا كنت تشعر بألم حارق في إلية قدمك لا يتحسن، رغم تغييرك للحذاء وتعديلك للأنشطة التي قد تتسبب في الضغط على قدمك.

## الأسباب
ارتداء الأحذية ذات الكعب العالي والأحذية الضيقة التي تشكل ضغطاً على العصب في المسافة بين المشطين الثالث والرابع.

## عوامل الخطر
تتضمن العوامل التي يبدو أنها تسهم في ورم مورتون العصبي:
- الأحذية عالية الكعب: يمكن أن يضع ارتداء أحذية عالية الكعب أو أحذية ضيقة أو غير ملائمة ضغطًا إضافيًا على أصابع وإلية قدمك.
- رياضات معينة: قد تعرض المشاركة في الأنشطة الرياضية ذات التأثير العالي مثل الركض أو الجري قدميك لصدمات متكررة. يمكن أن تضع الرياضات التي تستخدم أحذية ضيقة، مثل التزلج على الجليد أو تسلق الصخور، ضغطًا على أصابع قدميك.
- تشوهات القدم: الأشخاص المصابون بوكعات أو أصابع القدم المطرقية أو التقوس الشديد أو الأقدام المسطّحة أكثر عرضة لخطر الإصابة بورم مورتون العصبي.

## التشخيص
أثناء الاختبار، سوف يضغط الطبيب على القدم لتحسس وجود أي كتلة أو منطقة طرية. قد يكون هناك أيضًا شعور بالنقر بين عظام القدم.

### اختبارات التصوير الطبي
تعطي بعض الاختبارات التصويرية نتائج أفضل من غيرها في تشخيص ورم مورتون العصبي:
- الأشعة السينية: سيطلب الطبيب صورةً بالأشعة السينية لقدمك ليستبعد أي مسبباتٍ محتملةٍ للألم كوجود كسرٍ إجهادي.[11][12]
- الموجات فوق الصوتية: تستخدم هذه التقنية الموجات الصوتية لرسم صورٍ دقيقةٍ للأعضاء الداخلية. التصوير بالموجات فوق الصوتية فعّالٌ في توضيح أي مشاكل في الأنسجة الرخوة، مثل الأورام العصبية.
- التصوير بالرنين المغناطيسي (MRI): يفيد استخدام موجات الراديو والحقل المغناطيسي القوي أيضًا، الموجود في التصوير بالرنين المغناطيسي في توضيح صور الأنسجة الرخوة. إلا أنه اختبارٌ باهظ الثمن، وقد يظهر بعض الأورام العصبية لدى أولئك الذين لا تظهر عليهم أي أعراض.[13]

## العلاج
تستخدم تقويم العظام والكورتيكوستيرويدات على نطاق واسع لعلاج ورم مورتون العصبي .
- بالإضافة إلى دعائم القوس التقويمي التقليدية، يمكن وضع وسادة صغيرة من الرغوة أو النسيج تحت الفراغ بين المشطتين المتأثرين، مباشرة خلف النهايات العظمية. تساعد هذه اللوحة على تقوية عظام مشط القدم وإيجاد مساحة أكبر للعصب لتخفيف الضغط والتهيج. ومع ذلك، قد يؤدي إلى إحساسات غير مريحة خفيفة خاصة به، مثل الشعور بوجود جسم غريب تحت قدم الشخص.

- الحقن بالكورتيكوستيرويد يمكن أن يخفف من الالتهاب لدى بعض المرضى ويساعد على إنهاء الأعراض. ومع ذلك، بالنسبة لبعض المرضى، فإن الالتهاب والألم يتكرران بعد بضعة أسابيع أو أشهر، ولا يمكن استخدام الستيرويدات القشرية إلا لعدد محدود من المرات لأنها تسبب انحطاطًا تدريجيًا للأنسجة الرباطية و الأوتار.[14] [15]
- إن الحقن المصلبة للكحول هي بديل علاجي متاح بشكل متزايد إذما فشلت الطرق المذكورة مسبقاً. يتم حقن الكحول المخفف (4 ٪) مباشرة في منطقة الورم العصبي، مما يسبب سمية الأنسجة العصبية الليفية. و في كثير من الأحيان، يجب إجراء العلاج 2-4 مرات، مع من 1-3 أسابيع بين التدخلات. و قد تم تحقيق نسبة نجاح 60-80 ٪ في الدراسات السريرية، مساوية أو تجاوز معدل نجاح استئصال العصب الجراحي مع مخاطر أقل وشفاء أقل أهمية. و إذا تم ذلك باستخدام كحول أكثر تركيزًا تحت توجيه الموجات فوق الصوتية، فإن معدل النجاح أعلى بشكل كبير وبذلك تكون الحاجة إلى إجراء تكرارات أقل. [16][17]
- يستخدم أيضاً الإستئصال بواسطة الترددات الراديوية في علاج ورم مورتون العصبي [14] ويبدو أن النتائج متساوية أو أكثر موثوقيةً من حقن الكحول خاصة إذا كان الإجراء قد تم بوجود الموجات فوق الصوتية.[15]
- إذا فشلت مثل هذه التدخلات، عادةً ما يُعرض على المرضى عملية جراحية تُعرف باسم استئصال الأعصاب، والتي تتضمن إزالة الجزء المصاب من النسيج العصبي. بعد العملية الجراحية تتكون ندبة (المعروف باسم الورم العصبي المتورم) في حوالي 20 ٪ -30 ٪ من الحالات، مسببة عودة أعراض الورم العصبي.[18][19]

## نمط الحياة والعلاجات المنزلية
للمساعدة على تخفيف الألم المصاحب لورم مورتون العصبي وشفاء العصب، فكر في نصائح الرعاية الذاتية التالية:
- تناول الأدوية المضادة للالتهابات: يمكن أن تؤدي الأدوية غير الستيرويدية المضادة للالتهابات.المصروفة دون وصفات طبية مثل إيبوبروفين أو نابروكسين الصوديوم لتقليل التورم وتخفيف الشعور بالألم.
- جرب التدليك (مساج) بالثلج: يمكن أن يؤدي التدليك (مساج) بالثلج إلى تخفيف الشعور بالألم. يمكنك تجميد كوب ورقي مملوء بالماء أو كوب بلاستيك ومرر الثلج على المكان الذي يؤلمك.
- غيّر حذائك: تجنب الأحذية عالية الكعب أو الضيقة. اختر حذاء بجزء واسع لأصابع القدم وعمق أكبر.
- احصل على قسطًا من الراحة: قلل من ممارسة بعض التمارين مثل الهرولة أو التمارين الهوائية أو الرقص التي تعرض قدميك لضغط عالِ لبضعة أسابيع.
- استخدام قطعة داعمة مقببة داخل الحذاء لدعم القوس المشطي.
- أربطة أو ضمادات ثلجية.[22][23]

## في الثقافة الشعبية
- تأثر ستيفن تايلر -أحد رواد إيروسميث- بالورم العصبي مورتون وخضع لعملية جراحية له.[24] قرب نهاية موسم 2019 للبيسبول في دوري البيسبول، غاب النجم مايك تروت من فريق لوس أنجلوس أنجيلز عن العديد من مباريات سبتمبر قبل أن يتم تحديد موعد لإجراء عملية جراحية لإزالة ورم عصبي مورتون في كرة قدمه اليمنى.[25]